# Prince Igor
«Prince Igor» (рус. Князь Игорь) — песня 1997 года, вдохновленная фрагментом «Половецкие пляски» из оперы Бородина «Князь Игорь». Песня была выпущена как сингл из альбома The Rapsody Overture в октябре 1997 года. Куплеты исполняет Уоррен Джи, русский припев — знаменитая норвежская оперная певица Сиссель Кюркьебё, а музыка принадлежит группе The Rapsody. Уоррен Джи использует те же рэп-тексты, что и в своей песне «Reality» из альбома Take a Look Over Your Shoulder . Песня «Prince Igor» имела большой успех в Европе, заняв первое место как в Исландии, так и в Норвегии. Кроме того, сингл вошел в десятку лучших в Бельгии, Дании, Финляндии, Франции, Германии, Греции, Нидерландах и Швеции. В Eurochart Hot 100 песня достигла шестой строчки в январе 1998 года. За пределами Европы сингл получил 41-ю строчку в Новой Зеландии.

## Критика
В панъевропейском журнале Music & Media написали: «Возможно, это должно было случиться в какой-то момент… так что вините в этом братьев Фелькер (Ахима и Клауса), немецкую продюсерскую команду, которая изначально придумала маловероятную концепцию альбома, сочетающего рэп с оперой. Это первый сингл, взятый из лонгплея The Rapsody Overture: Hip Hop Meets Classics. В сингле использована опера Бородина „Князь Игорь“ в качестве основы; Уоррен Джи читает рэп, а норвежская фолк- певица Сиссель обеспечивает „классический“ вокал».
Программный директор немецкой adult contemporary-станции Radio Gong Марк Стингл в Нюрнберге, Бавария, решил, что этот трек является «идеальным хитом чартов из-за сочетания рэпа с классической музыкой. Альбом The Rapsody отличается от других, потому что такой эксперимент ещё никто не пробовал, большинство других материалов для чартов остаются довольно старомодными». В заключение директор сказал: "Вполне возможно, это новая тенденция: группа Sweetbox добилась большого успеха, используя аналогичный подход".
Рецензент Music Week поставил песне три балла из пяти, назвав её «странным и запоминающимся смешением хип-хопа и классики». Алан Джонс из журнала написал: «Будь то инновация или мутация, но The Rapsody, сотрудничество американского рэпера Уоррена Джи с норвежской оперной звездой Сиссель, одновременно интригует и привлекает. На фоне тяжелого хип-хоп-бита Уоррен читает привычный ему рэп, но рэп и классика сочетаются по-новому благодаря Сиссель, которая своим чистым сопрано исполняет фрагмент из оперы „Князь Игорь“ Бородина».

## Список треков
- «Prince Igor» (Радиоверсия) (3:52)
- «Prince Igor» (Ries Class джазовая версия) (4:03)
- «Prince Igor» (Ries 7" ремикс) (3:54)
- «Prince Igor» (Альбомная версия) (4:24)
- «Prince Igor» (Ries Class расширенная джазовая версия) (6:08)
- «Prince Igor» (Джаз-инструментал Ries Class) (4:01)

## Чарты
| Чарт (1997—1998)                    | Высшая позиция |
| ----------------------------------- | -------------- |
| Австрия (Ö3 Austria Top 40)         | 13             |
| Бельгия/Фландрия (Ultratop 50)      | 9              |
| Бельгия/Валлония (Ultratop 50)      | 3              |
| Denmark (IFPI)                      | 2              |
| Europe (Eurochart Hot 100)          | 6              |
| Финляндия (Suomen virallinen lista) | 10             |
| Франция (SNEP)                      | 6              |
| Германия (GfK)                      | 8              |
| Greece (IFPI)                       | 3              |
| Iceland (Íslenski Listinn Topp 40)  | 1              |
| Ирландия (IRMA)                     | 17             |
| Нидерланды (Dutch Top 40)           | 6              |
| Нидерланды (Single Top 100)         | 6              |
| Новая Зеландия (Recorded Music NZ)  | 41             |
| Норвегия (VG-lista)                 | 1              |
| Шотландия (OCC Scotland)            | 24             |
| Швеция (Sverigetopplistan)          | 3              |
| Швейцария (Schweizer Hitparade)     | 11             |
| Великобритания (OCC UK Singles)     | 15             |
| Великобритания (OCC UK Hip Hop/R&B) | 5              |

| Чарт (1997)                      | Позиция |
| -------------------------------- | ------- |
| Germany (Official German Charts) | 75      |
| Netherlands (Dutch Top 40)       | 78      |
| Netherlands (Single Top 100)     | 64      |
| Romania (Romanian Top 100)       | 60      |
| Sweden (Sverigetopplistan)       | 23      |
| Чарт (1998)                      | Позиция |
| Belgium (Ultratop Flanders)      | 98      |
| Belgium (Ultratop Wallonia)      | 38      |
| Europe (Eurochart Hot 100)       | 39      |
| Netherlands (Single Top 100)     | 89      |
| Sweden (Sverigetopplistan)       | 45      |